# I Wanna Live In a Dream In a Record Machine
|  | Denne artikel behøver tilrettelse af sprogstilen. Sproget i denne artikel er af uencyklopædisk karakter. Da Wikipedia er en åben encyklopædi, der skal kunne læses af alle, er det vigtigt at holde et naturligt og neutralt dansk (uden f.eks. indforståede fagudtryk og superlativer). Du kan hjælpe ved at forbedre teksten. |

I wanna live in a dream (in my record machine) er en sang af Noel Gallagher. 

## Baggrund
Om nummeret vides der ej ret meget, andet end at det efterhånden er et par år gammelt. Thi ud fra informationer Noel har givet i forskellige interviews kan man danne sig et mindre billede af nummeret. I et japansk radiointerview d. 29 september 2002, sagde han således følgende: "It's about buying records."  Kort tid efter dette interview udtaler han sig d. 4 oktober 2002 til det tyske program Fast Forward: "I have another one called 'I Want To Live In A Dream In My Record Machine', and that sounds like Led Zeppelin doing The Beatles". Senere på måneden d. 26/ 10 afslører han til BBC Radio 2 i dokumentaren 'Oasis – What's The Story?' om de seneste sange, han har skrevet: "One is called 'I Want To Live In A Dream In My Record Machine', which is about 10 minutes long and it's big, psychedelic, loads of guitar solos, but it's good though, the lyrics are good."  Skønt nummeret ser gammelt ud, ser det ud til at han ønsker at indspille den endeligt til Oasis' kommende udspil. Noel udtalte sig nemlig til NME, d. 3 januar 2007, at "there's another one called 'I Wanna Live In A Dream In My Record Machine'. It's about buying records, and as I said to the Kasabian boys out in Ibiza, 'Yeah man, it's good!', kind of like a 'Champagne Supernova' thing." Bandet bookede eftersigende studietid fra d. juli 2007.